# Erick Barkley
Pour les articles homonymes, voir Barkley.
Erick Barkley, né le 21 février 1978 dans le Queens (New York), aux États-Unis, est un joueur américain de basket-ball. Il évolue au poste de meneur.